# Metabolisme dels esteroides

Versió simplificada de l'última part de la ruta de síntesi d'esteroides, en què els intermedis isopentenil pirofosfat (IPP) i pirofosfat de dimetilal·lil (DMAPP) formen pirofosfat de geranil (GPP), esqualè i, finalment, lanosterol, el primer esteroide de la ruta. S'ometen alguns intermedis per una major claredat.

El metabolisme dels esteroides és el conjunt complet de reaccions químiques dins dels organismes que produeixen, modifiquen i consumeixen esteroides. Aquestes rutes metabòliques inclouen:
- síntesi d'esteroides: la fabricació d'esteroides a partir de precursors més senzills
- esteroidogènesi: la interconversió de diferents tipus d'esteroides
- degradació d'esteroides